# 13
13 је била проста година.

## Догађаји
- Тиберије је проглашен за цезара и савладар са царем Августом.
- Цезар Август предаје Германику команду над легијама стационираним у Немачкој.
- Германик је одређен да командује 8. легијом на Рајни.
- Октавијан Август, заједно са својим пријатељем Паулом Фабијем Максимом, у атмосфери потпуне тајности посећује Агрипу Постума на острву Планазија.